# ان‌جی‌سی ۵۷۵۲
ان‌جی‌سی ۵۷۵۲ یک کهکشان است.